# Белавины
Бела́вины — русский дворянский род.
Имеется несколько разных родов со схожей фамилией Белавины разного происхождения. В Гербовник внесены две фамилии Белавиных — потомство Пётра Белавина и потомство Ивана Савича Белавина.

## Потомство Петра Белавина
Потомство Петра Белавина, вступившего на службу и произведённого в 1780 в капитаны. В отставку ушёл секунд-майором, и находясь в этом чине, пожалован в дворянское достоинство.
Герб данной ветви Белавиных внесён в Часть I Общего гербовника дворянских родов Всероссийской империи, стр. 124

### Описание герба
В щите, имеющим зелёное поле, изображены крестообразно две Пики, и на них горизонтально положена Сабля. Щит увенчан обыкновенным дворянским шлемом. Намёт на щите серебряный, подложенный зелёным— Лист 124 I-го тома «Общего Гербовника дворянских родов Всероссийской Империи»

## Потомство Ивана Савиновича Белавина
Предки Ивана Савиновича Белавина были жалованы поместьями в 1621 году. Иван Савинович Белавин (1781—1796) в 1781 году был назначен наместником в Нижний Новгород Екатериной II — генерал-майор, сподвижник прославленного фельдмаршала Румянцева, награждённый за беспримерную храбрость орденом св. Георгия.
В Гербовнике Анисима Титовича Князева 1785 года имеется печать с гербом генерал-лейтенанта, правителя Нижегородского наместничества в 1789 году Ивана Савича Белавина: в синем поле щита, имеющем овальную форму и кайму, изображена серая подкова, шипами вниз, а под ней крестообразно положены серая шпага остриём вниз с золотым эфесом и золотой ключ, бородкой вниз. Щит увенчан дворянской короной (без дворянского шлема и намёта). Нашлемник три страусовых пера. Щитодержатель: с правой стороны один воин с копьём, наконечником вниз, в головном уборе с перьями. С левой стороны щита арматура в виде ствола пушки, двух знамён, сабли. Внизу, под щитом, лапчатый орденский крест.
Герб данной ветви Белавиных внесён в Часть I Общего гербовника дворянских родов Всероссийской империи, стр. IV

### Описание герба
В щите, имеющем голубое поле, изображена серебряная подкова и под ней крестообразно положены золотой ключ и серебряная шпага, обращённые концами вниз. Щит увенчан обыкновенным дворянским шлемом с дворянской на нём короной и тремя страусовыми перьями. Намёт на щите золотой, подложенный золотом— Лист 83 IV-го тома «Общего Гербовника дворянских родов Всероссийской Империи»